# Press TV
Press TV är en iransk engelskspråkig tv-kanal och ägs av den iranska mediajätten Islamic Republic of Iran Broadcasting (IRIB). Kanalen sänder nyheter, sportnyheter, dokumentärer, analyser, debatter och talkshows dygnet runt på engelska.
Kanalen lanserades 2007 och har sitt huvudkontor i Teheran. Kanalen har även internationella kontor i Beirut, Damaskus, London, Seoul och Washington, D.C..
Press TV:s årliga budget från IRIB ligger på ca. 200 miljoner kr.
Kanalens officiella vision är att lyssna till röster och perspektiv från alla människorna i världen, bygga broar av kulturell förståelse, att uppmuntra människor av olika nationaliteter, raser och trosbekännelser att identifiera sig med varandra, få kännedom om outsägligt och förbisedda berättelser om individer som har upplevt politiska och kulturella klyftor direkt på plats.
Press TV konkurrerar med al-Jazira, BBC World News, CNN International, Russia Today, France 24 och Deutsche Welle. En majoritet av Press TV:s tv-tittare bor i Asien och Afrika, men kanalen har under senare år blivit alltmer populär även i USA och Europa.
2010 vann Press TV tv-kanalen al-Jazira's internationella dokumentär filmfestival, och 2010 års tema i festivalen var mänskliga rättigheter. Den vinnande dokumentären i Press TV regisserades av Rashed Radwan och dokumentären hette Aliya Battalion och handlade om/innehöll intervjuer med krypskyttar och presenterade deras träningssessioner och deras dödande av civila i ockuperade Västbanken. I festivalen tävlade 198 dokumentärer från 39 länder.